# Siegaue und Siegmündung

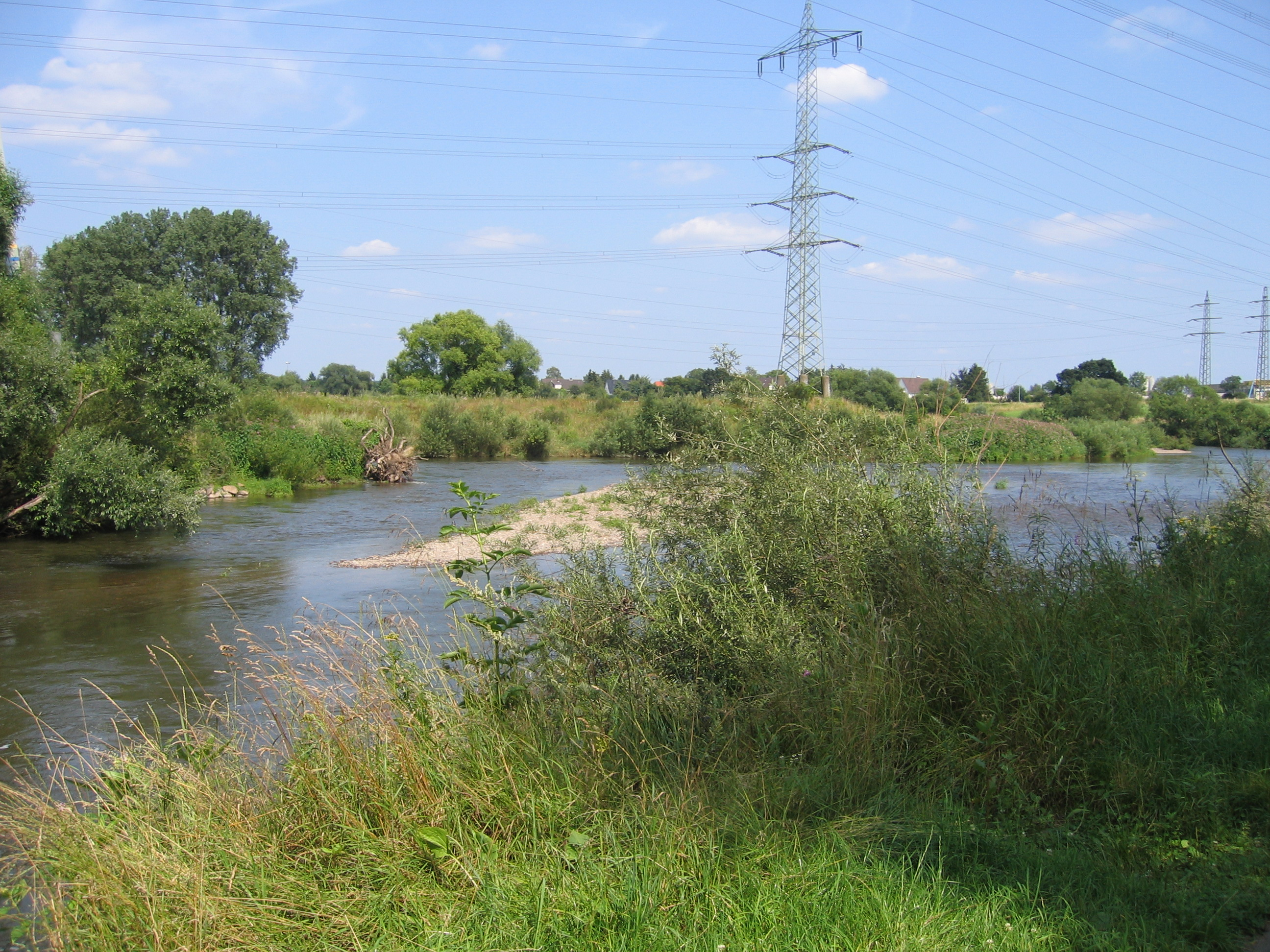
Die Sieg bei Siegburg

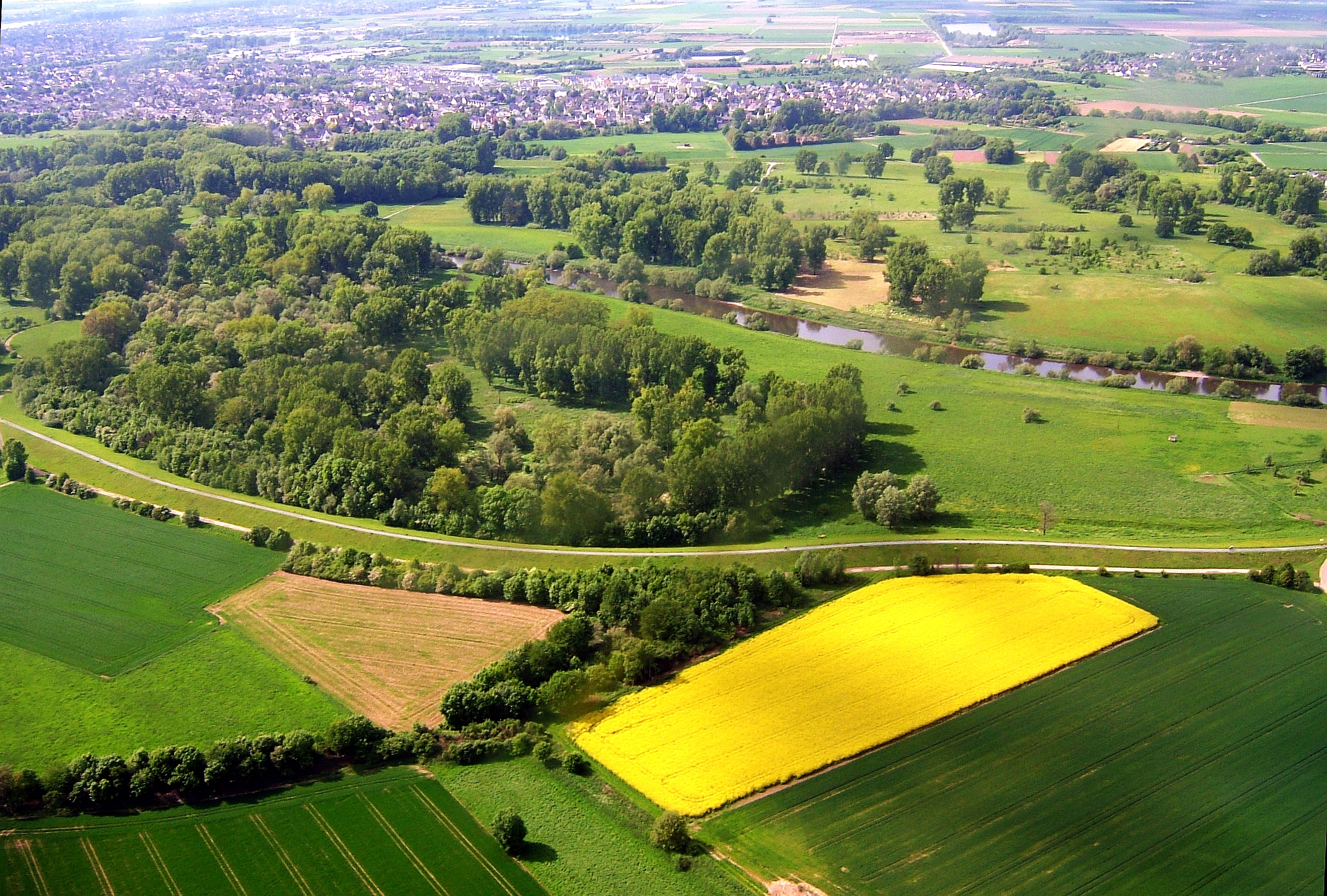
Sieg, Siegaue und Siegdamm südöstlich Müllekoven

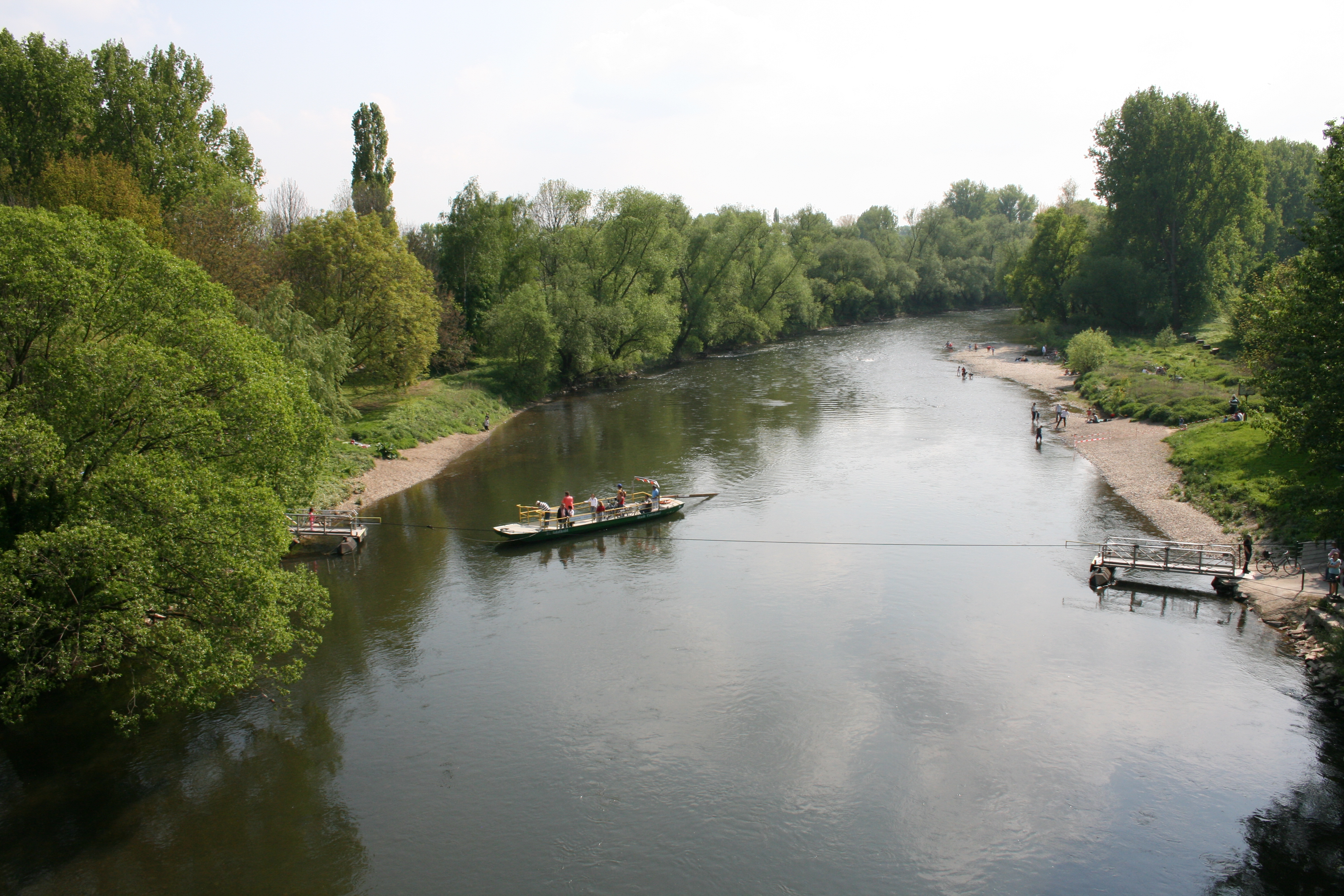
Siegüberquerung per Gierfähre bei Troisdorf-Bergheim

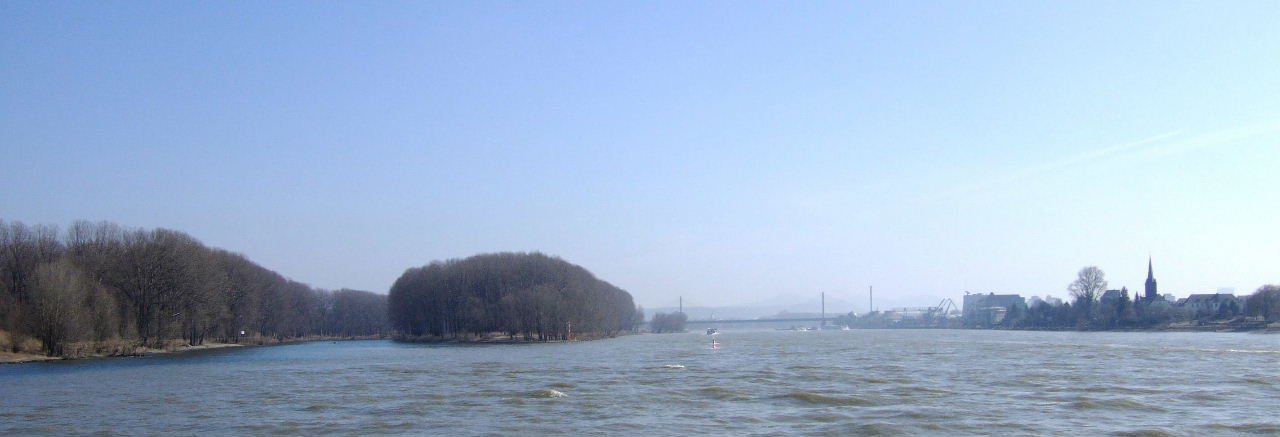
Die Siegmündung in den Rhein

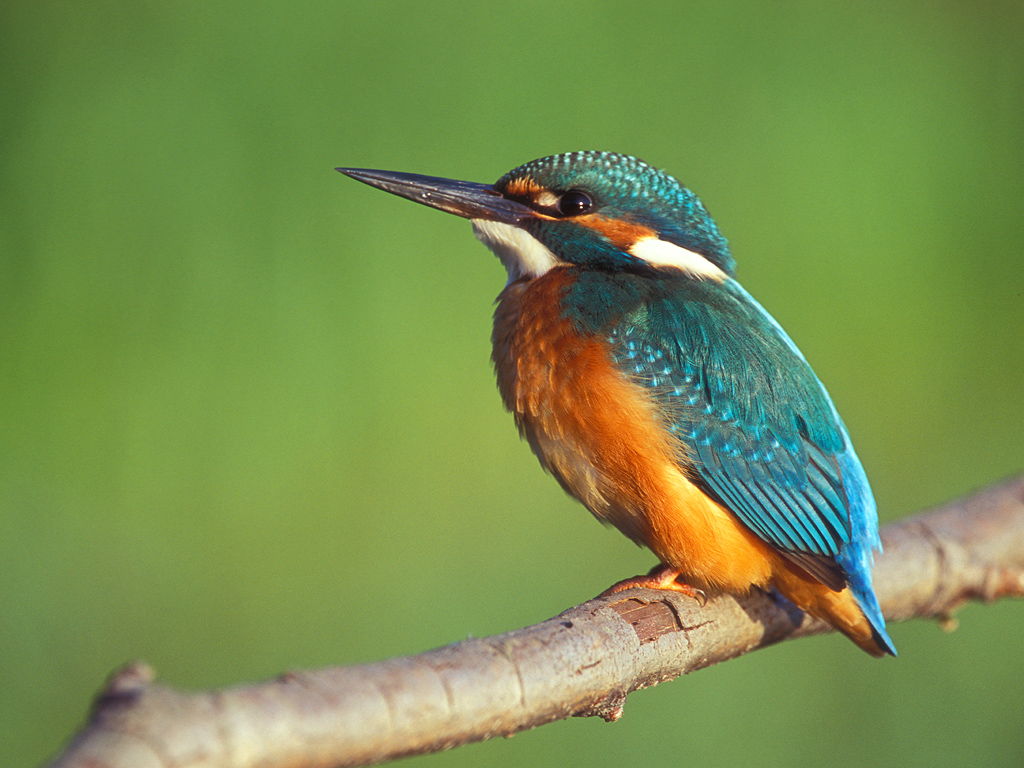
Eisvogel

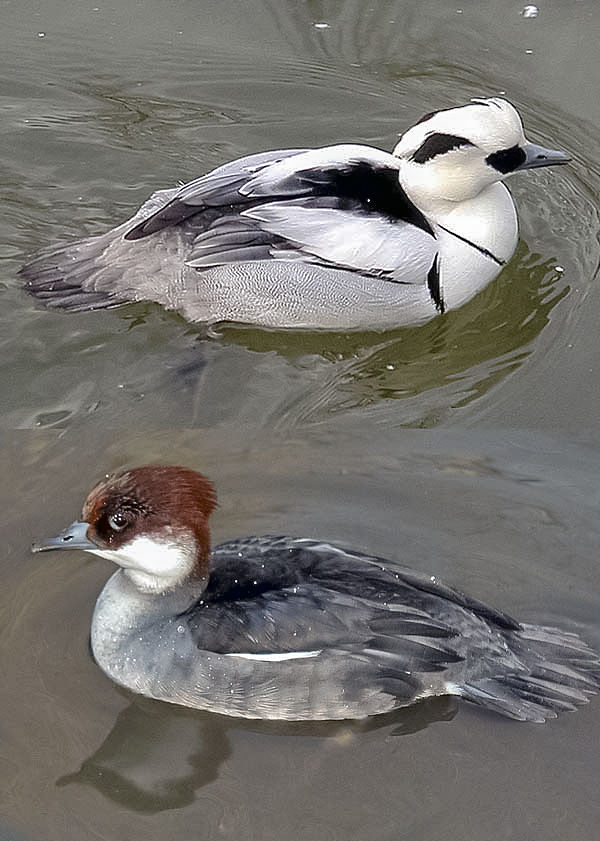
Zwergsäger

Das Naturschutzgebiet (NSG) Siegaue liegt in der Stadt Niederkassel zwischen den Städten Bonn, Sankt Augustin und Troisdorf und wurde 1985 ausgewiesen. Die 535 ha große Fläche ist eine strukturreiche Flussauenlandschaft. Auf dem Stadtgebiet von Bonn grenzt direkt das 1983 ausgewiesene Naturschutzgebiet Siegmündung mit 150,87 ha an. Im Abschnitt südwestlich von Meindorf bis zur Mündung verläuft die Grenze zwischen der Stadt Bonn und dem Rhein-Sieg-Kreis bzw. die Grenze der beiden Naturschutzgebiete in der Sieg.

## Geschichte
Entstanden ist das Naturschutzgebiet an der Siegmündung aus der Fischerei-Bruderschaft zu Bergheim an der Sieg die seit dem Jahr 987 eine nachhaltige Fischerei betreibt mit eigenen Grenzsteinen. Das Fischereimuseum Bergheim zeigt seit seinem Neubau 2010 in drei Dauerausstellungen die Bruderschaft, die Fischerei und das Naturschutzgebiet.

## Beschreibung
Die Flussaue der Sieg wird überwiegend als Grünland genutzt. Strukturiert ist das Gebiet durch Kleingehölze, Pappelforste und Auwaldreste sowie durch eingebettete Altarme. Breite Kiesbänke mit Silberweiden- und Korbweidengebüschen sowie wechselreiche Rohrglanzgrasröhrichte wachsen im Mündungsbereich am Rheinufer. Die Siegaue wird durch einen Hochwasserdamm begrenzt, auf dem artenreicher Magerrasen gedeiht, der für einige Heuschrecken und Tagfalter ein ideales Biotop darstellt. Eine weitere Bereicherung für Wat- und Wasservögel erfährt das Areal durch den nahe gelegenen Sieglarer See. Die Siegaue als abwechslungsreiche Flussauenlandschaft mit Altarmen und Auwald ist vor allem für Wasser- und Watvögel von landesweiter Bedeutung. Hinzu kommen bedeutsame Bestände von Fischarten der Fauna-Flora-Habitat-Richtlinie. Die Altwässer und die Restbestände der Weichholzauwälder sind für den Naturraum Köln-Bonner Rheinebene typische, aber inzwischen seltene FFH-Lebensräume. Die Siegmündung gilt geomorphologisch als die am besten ausgebildete Flussmündung des mittleren Rheintales mit naturnaher Überflutungsdynamik. Der besondere Wert der Siegaue besteht als Rast- und Überwinterungsgebiet für sehr gefährdete Vogelarten.

## Situation im NSG
Es gibt massive Probleme im NSG mit Besuchern, welche die Vorschriften im NSG missachten. Spaziergänger und Reiter missachten das Wegegebot, Hundeführer das Wege- und Anleingebot und Angler Angelverbote. Im Sommer wird illegal gebadet und gelagert, mit Grillen und Zelten. Fahrverbote für Boote werden ignoriert. Die illegalen Freizeitaktivitäten werden für den Rückgang bzw. das Aussterben von Vogelarten wie Steinkauz, Nachtigall und Gelbspötter verantwortlich gemacht.

## Biotope
- Flüsse mit Schlammbänken und einjähriger Vegetation
- Glatthafer- und Wiesenknopf-Silgenwiesen
- Erlen-Eschen- und Weichholzauenwälder
- Hartholzauenwälder
- Feuchte Hochstaudenfluren
- Natürliche eutrophe Seen und Altarme
- Flüsse mit Unterwasservegetation

## Tierarten im NSG
- Eisvogel
- Zwergsäger
- Schwarzmilan
- Flussneunauge
- Bachneunauge
- Meerneunauge
- Groppe
- Bitterling
- Lachs
- Steinbeißer

## Naturschutz
Große Teile vom NSG sind unter der Nummer DE-5208-301 seit 2004 als Natura2000-Gebiet mit einer Flächengröße von 564 ha registriert. Während einige Teile vom NSG Siegaue und Siegmündung nicht zum FFH-Gebiet gehören, gehören aber Teile vom NSG Siegmündung zum FFH-Gebiet.

## Sonstiges
Im Naturschutzgebiet Siegmündung auf Bonner Stadtgebiet kam es 2017 zur Siegauen-Vergewaltigung.